# Garthia
Garthia is een geslacht van hagedissen die behoren tot de gekko's en de familie Phyllodactylidae. 

## Naam en indeling
De wetenschappelijke naam van de groep werd voor het eerst voorgesteld door Roberto Donoso-Barros en Paulo Emilio Vanzolini in 1965. Er zijn twee soorten die eerder tot andere geslachten werden gerekend zoals Gymnodactylus, Saurodactylus, Homonota en Gonatodes.
De geslachtsnaam Garthia is een eerbetoon aan de Britse herpetoloog Garth Leon Underwood (1919 –  2002). Ook de beide soorten zijn naar een persoon vernoemd, zie de onderstaande tabel. 

## Verspreiding en habitat
De soorten komen voor in delen van Zuid-Amerika; in de landen Argentinië, Bolivia en Chili.

## Soorten
Het geslacht omvat de volgende soorten, met de auteur en het verspreidingsgebied.
| Naam                 | Auteur                 | Vernoemd naar                            | Verspreidingsgebied        |
| -------------------- | ---------------------- | ---------------------------------------- | -------------------------- |
| Garthia gaudichaudii | Duméril & Bibron, 1836 | Charles Gaudichaud-Beaupré (1789 – 1854) | Argentinië, Bolivia, Chili |
| Garthia penai        | Donoso-Barros, 1966    | Luis Enrique Peña Guzmán (1921 – 1995)   | Chili                      |